# Aurons
Aurons ist eine französische Gemeinde mit 559 Einwohnern (Stand 1. Januar 2022) im Département Bouches-du-Rhône in der Region Provence-Alpes-Côte d’Azur.

## Geografie
Die Gemeinde liegt im Norden des Départements Bouches-du-Rhône sieben Kilometer nordöstlich von Salon-de-Provence. Aurons liegt abgelegen zwischen Salon-de-Provence und der Durance.
Nachbargemeinden sind Alleins im Norden, Vernègues im Osten, Lambesc im Südosten, Pélissanne im Süden, Salon-de-Provence im Westen und Lamanon im Nordwesten.

## Geschichte
Die Burg des Ortes wurde im 10. Jahrhundert errichtet. Zunächst gehörte sie den Grafen der Provence, 1167 ging sie an den Erzbischof von Arles über. Im 16. Jahrhundert wurde die Burg mehrfach weiterverkauft und während der Hugenottenkriege zerstört. Später wurde sie wieder aufgebaut.
In den 1930er-Jahren wurde die Burg in eine Art Jugendherberge umgewandelt. Nach dem Zweiten Weltkrieg war die Burg weitgehend zerstört. 1956 kaufte der Pfarrer von Aurons die Ruine.

## Wappen
Beschreibung: Geteilt in Rot und Silber. Oben ein  goldener Stier mit hängendem Schwanz und unten ein grüner Schrägbalken.

## Sehenswürdigkeiten
- Mittelalterliche Burgruinen
- Ortszentrum
- Pfarrkirche
- Überreste von Türmen des Château de Florans aus dem 17. Jahrhundert
- Kapelle St-Martin-du-Sonnailler

## Verkehrsanbindung
Der Ort liegt abgelegen im Hinterland von Salon-de-Provence. Von der Stadt aus hat man jedoch unter anderem über die A7 und die A54 eine gute Verkehrsanbindung.

## Bevölkerungsentwicklung
| Jahr      | 1962 | 1968 | 1975 | 1982 | 1990 | 1999 | 2008 | 2016 |
| Einwohner | 105  | 150  | 247  | 282  | 355  | 511  | 531  | 542  |